# Obědovice
Obědovice település Csehországban, a Hradec Králové-i járásban. Obědovice Kratonohy, Kosičky, Káranice és Chýšť településekkel határos. Lakosainak száma 334 fő (2024. január 1.).

## Népesség
A település lakosságának változását az alábbi diagram mutatja:
| Lakosok száma | 333  | 455  | 390  | 329  | 277  | 234  | 288  | 286  | 307  | 334  |
|               | 1869 | 1890 | 1921 | 1950 | 1980 | 2001 | 2017 | 2019 | 2022 | 2024 |